# Tad Hilgenbrink
Tad Hilgenbrink, geboren als Tad Davie Hilgenbrinck Quintana (Quincy (Illinois), 9 oktober 1981), is een Amerikaanse acteur. Hij speelde onder andere hoofdrollen in American Pie Presents: Band Camp, The Curiosity of Chance en The Hills Run Red.

## Biografie
Hilgenbrinck werd op 9 oktober 1981 geboren in Quincy (Illinois). Reeds op de middelbare school van Quincy Senior High School was hij lid van de muziek- en toneelgroep. Voordat hij in films speelde, acteerde hij bij het Music Theatre of Wichita in Wichita, Kansas. Daar speelde hij onder andere mee in de musical Footloose, Oklahoma!, Good News, Chicago en The Scarlet Pimpernel. Hij behaalde een diploma "Musical Theatre and Dance" aan de Millikin University.
Nadat hij zijn diploma behaalde, stond hij vooral op podia in New York en Londen. Hij verhuisde naar Los Angeles om auditie te doen voor filmrollen en besloot er te blijven.

## Films
| 2004 | It's All Relative                | Wayne            | 1 episode (Cross My Heart) |
| 2005 | American Pie Presents: Band Camp | Matt Stifler     | hoofdrol                   |
| 2006 | The Curiosity of Chance          | Chance Marquis   | hoofdrol                   |
| 2007 | Grave Situations                 | Samuel Van Alden | -                          |
| 2007 | Epic Movie                       | Cyclops          |                            |
| 2007 | Sherman's Way                    | Taylor           | -                          |
| 2008 | Amusement                        | Rob              | -                          |
| 2008 | Disaster Movie                   | Prins Edwin      | -                          |
| 2008 | Lost Boys: The Tribe             | Chris Emerson    | hoofdrol                   |
| 2009 | The Last Low Tide                | Ian              | hoofdrol                   |
| 2009 | Amusement                        | Rob              |                            |
| 2009 | H20 Extreme                      | CC               | hoofdrol                   |
| 2009 | The Hills Run Red                | Tyler            | hoofdrol                   |